# Asian Rugby Championship 1978
El Asian Rugby Championship  de 1978 fue la 6.ª edición del principal torneo asiático de rugby.
El campeón de esta edición fue el seleccionado de Japón, quien obtuvo el quinto título en la competición

## Desarrollo

### Grupo A
| Pos. | Equipo    | Encuentros | Encuentros | Encuentros | Encuentros | Tantos  | Tantos    | Tantos     | Puntos Totales |
| Pos. | Equipo    | jugados    | ganados    | empatados  | perdidos   | a favor | en contra | diferencia | Puntos Totales |
| ---- | --------- | ---------- | ---------- | ---------- | ---------- | ------- | --------- | ---------- | -------------- |
| 1    | Japón     | 2          | 2          | 0          | 0          | 81      | 26        | 55         | 4              |
| 2    | Tailandia | 2          | 1          | 0          | 1          | 37      | 57        | -20        | 2              |
| 3    | Sri Lanka | 2          | 0          | 0          | 2          | 18      | 53        | -35        | 0              |

Nota: Se otorgan 2 puntos al equipo que gane un partido, 1 al que empate y 0 al que pierda
| 16 de noviembre | Japón | 47 - 18 | Tailandia |  |  |

| 19 de noviembre | Tailandia | 19 - 10 | Sri Lanka |  |  |

| 23 de noviembre | Japón | 34 - 8 | Sri Lanka |  |  |

### Grupo B
| Pos. | Equipo        | Encuentros | Encuentros | Encuentros | Encuentros | Tantos  | Tantos    | Tantos     | Puntos Totales |
| Pos. | Equipo        | jugados    | ganados    | empatados  | perdidos   | a favor | en contra | diferencia | Puntos Totales |
| ---- | ------------- | ---------- | ---------- | ---------- | ---------- | ------- | --------- | ---------- | -------------- |
| 1    | Corea del Sur | 3          | 3          | 0          | 0          | 109     | 3         | 106        | 6              |
| 2    | Singapur      | 3          | 2          | 0          | 1          | 38      | 64        | - 26       | 4              |
| 3    | Hong Kong     | 3          | 0          | 1          | 2          | 9       | 26        | - 17       | 1              |
| 4    | Malasia       | 3          | 0          | 1          | 2          | 15      | 78        | - 63       | 1              |

| 16 de noviembre | Corea del Sur | 40 - 3 | Singapur |  |  |

| 16 de noviembre | Malasia | 0 - 0 | Hong Kong |  |  |

| 19 de noviembre | Corea del Sur | 7 - 0 | Hong Kong |  |  |

| 19 de noviembre | Singapur | 9 - 3 | Malasia |  |  |

| 23 de noviembre | Singapur | 19 - 9 | Hong Kong |  |  |

| 23 de noviembre | Corea del Sur | 62 - 0 | Malasia |  |  |

### Definición 3° puesto
| 25 de noviembre | Singapur | 16 - 15 | Tailandia |  |  |

### Final
| 25 de noviembre | Japón | 16 - 4 | Corea del Sur |  |  |

| Bandera de Japón |
| Campeón Japón    |
| Quinto título    |